# Première Nation Vuntut Gwitchin
La Première Nation Vuntut Gwitchin (en gwich'in : « le peuple des lacs ») est une Première Nation (au sens de « bande indienne ») du nord du Yukon au Canada. Son principal centre de population est Old Crow. Ses membres sont d'ethnie gwich'in et leur langue parlée à l'origine est le gwich'in.

## Nation Gwich'in
La Première Nation Vuntut Gwich'in constitue la seule bande indienne gwich'in du Yukon. D'autres bandes indiennes de cette Première Nation (au sens d'ethnie) sont réparties en Alaska et dans le nord-ouest du Canada, principalement aux Territoires du Nord-Ouest.

## Accord d'autonomie gouvernementale
La Première Nation Vuntut Gwitchin signe en 1995 un accord sur ses revendications territoriales, faisant d'elle l'une des quatre premières Premières Nations du Yukon à le faire.